# Катар (оружие)
Катар (хинди , маратхи , радж. katār) — индийский кинжал тычкового типа. Другой вариант названия — джамадхар (санскр. , хинди जअमअधअर, जअमधअर — jamadhar, jamdhar — клинок, зуб или язык бога смерти).
Характерной особенностью катара, как и индийского оружия в целом, является отделка кофтгари: чем выше статус владельца, тем более сложный и богатый декор применялся мастерами: насечка золотом и серебром, перегородчатая эмаль, чеканка. Некоторые катары XVII—XVIII веков украшены изображениями сцен охоты на тигров. Материалом для изготовления катара служил, как правило, индийский литой булат — «вутц». Иногда использовались импортные европейские клинки, в основном в южной Индии. Такой клинок более узкий и прикреплён к особым выступам эфеса, а не составляет с ним одно целое, как у катаров, полностью выкованных в Индии. Катар имел также символическое и религиозное значение. Катар или джамадхар является оружием, присущим только Индии, и в других странах не встречался.

## История
Упоминания катара встречаются в письменных источниках с XIII века, но неизвестно, к какому именно типу клинкового оружия он относился в те времена. Наиболее ранние сохранившиеся экземпляры и изображения датируются XVI веком. Широко использовался в XVI—XVIII вв. Особенно почитался раджпутами — представителями привилегированного военно-феодального сословия, считавшего себя преемниками древнеиндийской касты кшатриев (воинов). Раджпуты использовали катар в качестве второго оружия и держали его в левой руке. В правой находилось более длинное оружие — тальвар.

## Конструкция и разновидности
Клинок обычно обоюдоострый, прямой, широкий или узкий, треугольной или клиновидной формы, часто с усиленным боевым концом. Может быть также двойным (джамадхар дуликанех) или тройным (джамадхар сехликанех), стреловидным, искривлённым (даже пламевидным). Длина клинка варьируется в широких пределах, от 8 сантиметров до метра (такие катары относятся уже к мечам. Такие катары-мечи, имевшие прикрывающий кисть эфес, назывались бара джамдаду или бэраджамдэда, то есть «приносящий смерть»). Количество клинков, а также их взаимное расположение тоже варьируется. Эфес всегда металлический, рамочной конструкции (в виде буквы «Н»), с поперечно расположенной рукоятью и боковыми защитными пластинами-хвостовиками. Некоторые катары имеют волнообразную режущую кромку наподобие европейского фламберга или малайского криса. Бывают также катары, режущая кромка которых состоит из совокупности заточенных полукруглых выемок, поразительно напоминая серрейторную заточку современных ножей. Существует и механическая модификация: при сжатии рукояти откидываются два, или даже четыре, дополнительных боковых клинка (подобную конструкцию имели некоторые европейские даги). Бывают даже катары-пистолеты.
- Разновидности катаров
- С искривлённым клинком
- С раздвижными клинками
- Скомбинированный с двумя миниатюрными кремнёвыми пистолетами
- С двумя параллельными клинками
- С узким, вероятно, европейским клинком

## Применение
Предназначался преимущественно для прямых колющих ударов, был очень эффективен в ближнем бою. Наносил глубокие колотые раны, способствующие обильному кровотечению. Катар удерживается не силой сжатия пальцев, как в случае оружия с традиционной рукоятью: пальцы запирают рукоять в кулаке, образуя жёсткую механическую конструкцию. Надёжность удержания катара не уменьшится, даже если рука и рукоять будут влажными. В коллекциях индийских музеев есть катары со специальными ремешками для пристёгивания к руке, а также катары с отверстиями в рукояти для пропускания верёвки.